# Major Benedek

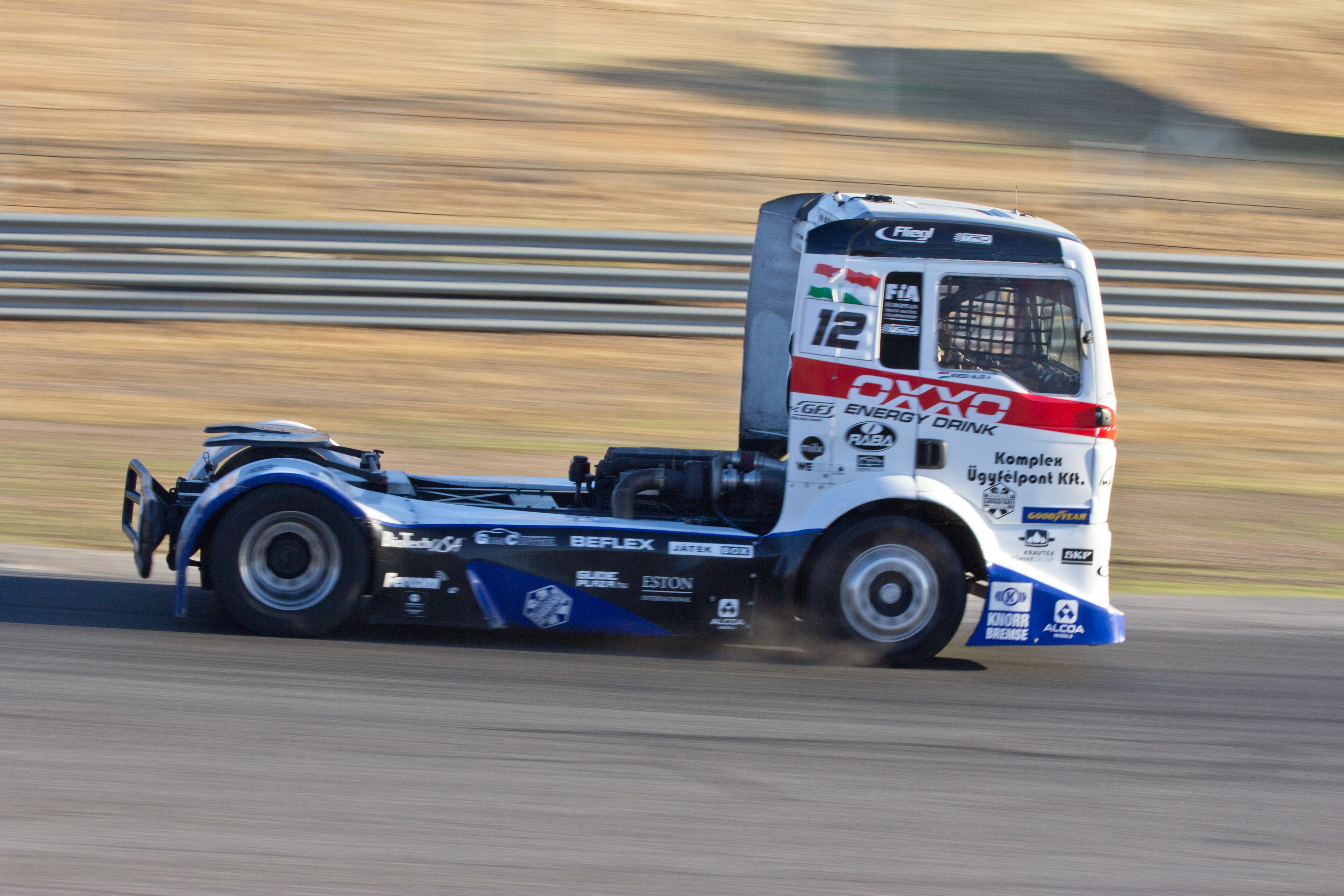
Major Benedek 2013-ban

Major Benedek (Miskolc, 1996. június 22. –) többszörös Európa-bajnoki futamgyőztes magyar autóversenyző.

## Életpályája
Versenyzői pályafutását kilenc évesen gokartozással kezdte, majd 2010-től vett részt egyre komolyabb versenyeken. 2013-ban Major lett az év újonca a kamion-Európa-bajnokság az évi szezonjában. 2015-ben bejelentette, hogy befejezte az állandó versenyzést, a tanulásra, magánéletre koncentrál, csak egy-egy versenyre áll majd rajthoz.

## Eredményei

### 2006
- Országos Gokart Bajnokság - 9. helyezés

### 2007
- Országos Gokart Bajnokság - 2. helyezés

### 2008
- Országos Gokart Bajnokság - 11. helyezés

### 2009
- Rotax Max Euro Challenge

### 2010
- Suzuki Kupa - 8. helyezés
- Minirally - 3. helyezés
- 12 órás Hungaroring verseny - 3. helyezés

### 2011
- Gyorsasági Országos Bajnokság F-1600 - 1. helyezés
- Endurance F-1600 - 1. helyezés
- 6 órás Slovakiaring verseny 2000 - 1. helyezés
- FRT Rally Sprint - 3. helyezés

### 2012
- Lotus CEE - 2. helyezés
- ADAC 500 miles - 3. helyezés

### 2013
- FIA European Truck Racing Championship 2013 - rajtszám: #12, eredmények alább

### 2014
- FIA European Truck Racing Championship 2014 - rajtszám: #10, eredmények alább

## Teljes ETRC-s eredménysorozata
| Év   | Csapat           | Autó | 1   | 1   | 1   | 1   | 2   | 2   | 2   | 2   | 3   | 3   | 3   | 3   | 4   | 4   | 4   | 4   | 5   | 5   | 5   | 5   | 6   | 6   | 6   | 6   | 7   | 7   | 7   | 7   | 8   | 8   | 8   | 8   | 9   | 9   | 9   | 9   | 10  | 10  | 10  | 10  | Hely | Pont |
| 2013 | OXXO Racing Team | MAN  | ITA | ITA | ITA | ITA | ESP | ESP | ESP | ESP | FRA | FRA | FRA | FRA | AUT | AUT | AUT | AUT | GER | GER | GER | GER | RUS | RUS | RUS | RUS | CZE | CZE | CZE | CZE | BEL | BEL | BEL | BEL | ESP | ESP | ESP | ESP | FRA | FRA | FRA | FRA | 10.  | 91   |
| ---- | ---------------- | ---- | --- | --- | --- | --- | --- | --- | --- | --- | --- | --- | --- | --- | --- | --- | --- | --- | --- | --- | --- | --- | --- | --- | --- | --- | --- | --- | --- | --- | --- | --- | --- | --- | --- | --- | --- | --- | --- | --- | --- | --- | ---- | ---- |
| 2013 | OXXO Racing Team | MAN  | 11  | 9   | 17  | 15  | 14  | 15  | 12  | 10  | 8   | 1   | 11  | 10  | 11  | 10  | 10  | 9   | 10  | 7   | 11  | 6   | 10  | 10  | 7   | 2   | 8   | 1   | 14  | 8   | KI  | NI  | NI  | NI  | 10  | 9   | 8   | 1   | 11  | ?   | 8   | 1   | 10.  | 91   |
| 2014 | OXXO Racing Team | MAN  | ITA | ITA | ITA | ITA | ESP | ESP | ESP | ESP | FRA | FRA | FRA | FRA | AUT | AUT | AUT | AUT | GER | GER | GER | GER | CZE | CZE | CZE | CZE | BEL | BEL | BEL | BEL | ESP | ESP | ESP | ESP | FRA | FRA | FRA | FRA |     |     |     |     | 11.  | 49   |
| 2014 | OXXO Racing Team | MAN  | 9   | KI  | 9   | 11  | 9   | 9   | 8   | 6   | 7   | 4   | 7   | 4   | 11  | 10  | 7   | 8   | DQ  | 13  | 8   | 14  | ?   | ?   | 12  | 16  | KI  | NI  | NI  | NI  | KI  | 12  | 19  | NI  | NI  | NI  | NI  | NI  |     |     |     |     | 11.  | 49   |

KI = kiesett | NI = nem indult | C = törölt verseny | DQ = diszkvalifikálva | * = az idény még nem fejeződött be

## Külső hivatkozások
- P1race.hu Archiválva 2017. június 30-i dátummal a Wayback Machine-ben